# Campionati svizzeri di sci alpino 1984
Ai Campionati svizzeri di sci alpino 1984 furono assegnati i titoli di discesa libera, slalom gigante, slalom speciale e combinata, sia maschili sia femminili; oltre agli sciatori svizzeri, poterono concorrere al titolo anche gli sciatori di nazionalità liechtensteinese.

## Risultati
| Specialità      | Uomini         | Donne            |
| --------------- | -------------- | ---------------- |
| Discesa libera  | Urs Räber      | Michela Figini   |
| Slalom gigante  | Thomas Bürgler | Erika Hess       |
| Slalom speciale | Joël Gaspoz    | Brigitte Gadient |
| Combinata       | Thomas Bürgler | Brigitte Oertli  |